# 藤崎莉歩
藤崎 莉歩（ふじさき りほ、1991年12月14日 - ）は日本の女子プロゴルファー。

## 経歴
ティーチングプロであった父の影響でゴルフを始め、11歳のときに本格的な練習を開始。
大阪府立金剛高等学校を卒業後、2010年にプロテストに合格。
2012年、「伊藤園レディスゴルフトーナメント」の26位タイが最高位、賞金ランク103位。
2013年、「ニチレイレディス」の16位タイが最高位、賞金ランク99位。
2014年、「サイバーエージェントレディスゴルフトーナメント」の13位タイが最高位、賞金ランク75位。
2015年、ステップアップツアーでプロ初優勝。
2016年、「ヨネックスレディスゴルフトーナメント」の20位タイが最高位、賞金ランク94位。
2017年、「PRGRレディスカップ」では全美貞とのプレーオフにもつれこんだが敗れて2位。自己最高の1,011万円余を獲得し、賞金ランク76位。

## 成績

### ツアー優勝

#### ステップアップツアー
- 京都レディースオープン (2015年10月)